# Папська ліра
Папська ліра (італ. lira pontificia) — валюта Папської держави в 1866-1870.

## Історія
У 1866 році, Папа Пій IX чиї суверенні повноваження зменшились до одного Лацію, вирішив приєднатися до Латинського монетного союзу. Для цього, монети Папської держави мали отримати ті ж характеристики, склад, розмір і вагу що і інші монети Латинського монетного союзу. Таким чином Папська ліра замінила Папське скудо за курсом 5,375 ліри = 1 скудо. Курс було встановлено виходячи з вартості срібла в монетах: скудо важив 26,9 грама срібла 900 проби, тоді як скудо важив 5 грамів срібла 900 проби. Деякі з дрібних монет карбувалися тільки в Папській державі.

## Монети
Карбувались мідні монети номіналом в 1 сентесимо, ½, 1, 2 і 4 сольдо; срібні монети в 5 і 10 сольдо, 1, 2, 2 ½ та 5 лір; золоті монети в 5, 10, 20, 50 і 100 лір.